# Венециано, Габриеле
Габриеле Венециано (итал. Gabriele Veneziano; род. 7 сентября 1942, Флоренция, Италия) − итальянский физик-теоретик, основатель теории струн. 
Между 1968 и 1972 годами работал в MIT и ЦЕРНе. В 1972 году стал профессором физики в институте Вейцмана, а в 1976 году ему была предложена должность в теоретическом отделе ЦЕРНа  Женеве, Швейцария, где он проработал более 30 лет. В настоящее время он возглавляет кафедру физики элементарных частиц, гравитации и космологии в Коллеж де Франс в Париже, Франция.
Квантовая теория струн возникла в 1968 году, когда молодой Габриеле Венециано смог описать с помощью идеи квантовых струн сильное взаимодействие адронов. Венециано открыл, что амплитуда парного рассеивания высокоэнергетических пионов весьма точно описывается одной из бета-функций, введённых Эйлером. Эта амплитуда, известная как амплитуда Венециано, интерпретируется сейчас как амплитуда рассеяния тахионов, соответствующих четырем открытым струнам.
Работы Венециано стали отправной точкой исследований, направленных на объяснение механизма сильного взаимодействия на основе квантовой теории струн на расстояниях порядка одного ферми. Появление квантовой хромодинамики, по факту альтернативного объяснения механизма сильного взаимодействия, привело к временному снижению интереса к струнной теории до 80-х годов XX в. В настоящее время Венециано работает в области струнной космологии.

## Награды
- Премия имени И. Я. Померанчука (1999)
- Премия Дэнни Хайнемана в области математической физики (2004)
- Медаль Альберта Эйнштейна (2006)
- Медаль Оскара Клейна (2007)
- Медаль Дирака (2014)